# Первая смерть Лори Строуд
«Хэллоуин: Первая смерть Лори Строуд» (англ. The First Death Of Laurie Strode) — американская мини-серия комиксов 2008 года издательства Devil’s Due Publishing по мотивам фильмов ужасов «Хэллоуин». Сценарий написал Стефан Хатчинсон, Джефф Зорнау создал иллюстрации и нарисовали основные обложки выпусков. Дополнительные обложки создали Леонардо Манко, Питер Филдинг и Скотт Китинг

## Сюжет

### Выпуск №1
- Название: «Маски и гротескные фигуры» (англ. Masks & Grotesque Figures)[1]
- Дата выхода: сентябрь 2008[1]

5 ноября 1978 года. Лори Строуд присутствует на похоронах своей близкой подруги Энни Брэкетт. Во время траурной церемонии рядом с ней стоит Салли Уинтерс — подруга, которая по счастливой случайности избежала событий той кровавой ночи в Хэллоуин: она была дома с гриппом. Лори размышляет об ужасах последних дней и осознаёт страшную правду — Майкл Майерс, её родной старший брат, о существовании которого она даже не подозревала, вернулся в Хэддонфилд, чтобы убить её. После похорон Лори навещает Джимми. Он больше не работает в больнице — после полученной травмы головы у него начались судороги. Теперь он всё время проводит дома под присмотром своей матери.
22 февраля 1979 года. Лори отправляется на прогулку с Салли. Проходя мимо дома местного безумца, мистера Риддла, они замечают его навязчивый и похотливый взгляд. Салли чувствует тревогу, но Лори убеждает её не обращать внимания. Подруги возвращаются в дом Лори, и Салли предлагает ей покурить марихуану. В спальне, во время разговора, Лори пытается осмыслить всё, что ей стало известно за последнее время. Она показывает Салли пыльный дневник Джудит Майерс — своей погибшей старшей сестры. Очевидно, что приёмные родители Лори хранили его с тех пор, как её биологические родители погибли в автокатастрофе в 1966 году. Читая дневник, Лори приходит к выводу, что Майкл был психически нездоров задолго до её рождения.
Лори откладывает дневник и смотрит в окно — и в ужасе замечает Майкла, стоящего возле бельевых верёвок. Она закричала, и Салли подбежала к окну. Девушки видят тело мистера Риддла, сидящего в кресле на заднем дворе. Лори выбегает из дома в панике — прямо в объятия неожиданно появившегося доктора Лумиса.

### Выпуск №2
- Название: «Демоны, что мучают меня» (англ. Demons Tormenting Me)[2]
- Дата выхода: ноябрь 2008[2]

Начало 1979 года. Лори смотрит на себя в зеркало, пытаясь понять, кто она на самом деле. Она представляет, что внутри неё скрывается Майкл Майерс. Позже Лори обсуждает с Сэмом Лумисом истинную природу и мотивы Майкла. Лори в ярости из-за того, что никто не верит ей, что Майкл убил мистера Риддла. Лумис объясняет, что он не может найти истинных мотивов Майкла, кроме единственной цели — воссоздания убийства его сестры Джудит Майерс снова и снова. Лори дает Лумису дневник Джудит, надеясь, что там он найдёт ответы. В записи от 18 мая 1963 года Джудит пишет, что она и её парень Дэниел Ходжес пошли на прогулку с Майклом на поле недалеко от Лэнгдона, и когда мальчик пропал из виду, он занялись сексом на траве. Но во время занятия сексом Джудит открыла глаза и увидела наблюдающего за ними Майкла. А вокруг всё в крови кролика, которого он только что убил. Джудит никогда не рассказывала родителям об этом инциденте.
Между тем, Лумис и Мэрион Чемберс осматривают дом, который собирается купить Сэм. Прибывают Ли Брэкетт и Гэри Хант, и Брэкетт вступает с Лумисом в конфликт из-за того, что врач решил остаться в Хэддонфилде. Брэкетт винит Лумиса за смерть своей дочери Энни, потому что он не выполнил свою работу должным образом и не уследил за Майерсом. Лумис предупреждает Брэкетта, что Майкл может вернуться — ведь в ходе обыска после взрыва в Мемориальной больнице Хэддонфилда был найден только пожарный Мартин Уорнер. Брэкетт клянется, что сделает жизнь Лумиса невыносимой, и уходит. Хант более чутко относится к Лумису, но все же советует ему уехать — так будет лучше для всех.
25 мая 1979 года. Лори заканчивает школу. Салли дает подруге таблетки от аллергии, чтобы справиться с похмельем. Джимми пытается привлечь внимание девушек, но Лори кричит ему, чтобы он замолчал. Чувствуя себя ужасно из-за того, что она обидела Джимми, Лори выходит на сцену, чтобы забрать диплом. Видя, как её приемные родители Морган и Памела улыбаются ей, Лори становится неприятно, она хочет, чтобы они перестали смотреть на неё. Внезапно Лори видит Майкла в машине на стоянке. У Лори начинаются галлюцинации — она видит своих приёмных родителей, как Дональда и Эдит Майерс в день их смерти. После этого Лори падает в обморок. Придя в себя, она никого не находит на парковке.
В новом доме Лумис и Марион обсуждают, почему он не пошёл на выпускной Лори. Психиатр объясняет, что если бы он был там, город отвернулся бы от него. Он также отмечает, что события вокруг Майкла, кажется, идут по бесконечному циклу. В качестве примера Лумис вспоминает смерть Беннета Трамера на Хэллоуин, когда он был одет в ту же одежду, что и брат девушки, которая ему нравилась. Лумис, похоже, убежден, что Майкл в конце концов убьёт Лори, но надеется, что она найдет своё место в жизни до того, как это случится.
Той же ночью Лори и Салли посещают костюмированную вечеринку Майка Аспинуолла и принимают наркотики. Лори понимает, что ей нужен свежий воздух. Салли отводит подругу на крыльцо, а сама возвращается в дом. Между тем, мужчина в костюме клоуна Эммета Келли молча идет к Лори сзади с ножом в руке. Лори видит его, когда мужчина уже заносит нож. Какое-то напряженное мгновение они смотрят друг на друга, и Лори с ужасом понимает, что перед ней, вероятней всего, Майкл. Девушка убегает прочь, но обернувшись видит, что её никто не преследует — кругом пусто. Лори в шоке начинает вспоминать прошлую жизнь, когда он ещё была Синтией Майерс… и едва не попадает под колёса автомобиля. Лори видит, что за рулём сидит Майкл, и она на мгновение вспоминает своё детство. Как Эдит тайно водила ее к Майклу в больницу. И как вернувшись домой она произнесла имя брата, и Дональд избил её, пока ей не стало страшно думать о Майкле. Лори пытается понять, что происходит, и видит, как машина подъезжает к дому Джимми. Лори мчится туда и видит через окно, как Майкл убивает Джимми. Сначала Лори разбивает окно, но всё, что она может сделать, это плакать и кричать при виде изуродованного тела Джимми. Майкл исчез.

### Выпуск №3
- Название: «Дьявольский кортеж» (англ. The Infernal Cortege)

Запланированная финальная часть так и не был издана по неизвестным причинам — даты выхода неоднократно переносились, пока информация о выходе финала серии полностью исчезла.

## Отзывы
Обозреватель портала Dread Central оценил сюжет серии: «Первый выпуск рассказывает достаточно увлекательную историю, и Хатчинсон вновь показывает, что движущей силой серии выступают персонажи и атмосфера, а не количество жертв. Художественное оформление и раскадровка заметно выше среднего уровня (хотя и уступают качеству комикса Nightdance), а сценарий значительно превосходит обычные комиксы по лицензии фильмов. Фактически, повествование может показаться даже слишком сложным в сравнении с неудачными фильмами, к которым комикс служит приквелом. Это и есть его главный недостаток: как мост между историями, комикс вынужден учитывать многие сомнительные элементы из последующих фильмов. Тем не менее, для поклонников франшизы или тех, кто не может избавиться от „запаха трэшевых“ фильмов Роба Зомби, серия является достойным дополнением к расширенной вселенной и вызывает интерес к тому, что мог бы создать Хатчинсон вне рамок франшизы».
Роберт Мюррей из Comics Bulletin отмечает, что авторы проделали отличную работу с визуальной составляющей серии — несмотря на то, что некоторые спокойные сцены выполнены менее тщательно, чем хотелось бы, визуальный стиль эффективно работает на повествование: жестокие эпизоды переданы с соответствующей интенсивностью, а диалоги, развивающие персонажей, поданы с умеренностью. Однако первый выпуск, по мнению рецензента, не обладает значительным эмоциональным воздействием, а завязанные сюжетные линии остаются слабо проработанными, в результате чего выпуск кажется довольно скучным — тем не менее, автор рекомендует его поклонникам фильмов в жанре слэшер, отмечая, что остальным читателям имеет смысл дождаться релиза полной серии.
По мнению Бретта Милама, это — лучшая из серии комиксов по франшизу, с которыми ему доводилось знакомиться: особую ценность придаёт истории то, что её действие разворачивается непосредственно в 1978 году, а не спустя десятилетия; Милам также отмечает, что чем ближе повествование к событиям оригинального фильма, тем сильнее его эффект — так как эстетика 1970-х особенно хорошо подходит для жанра ужасов.
В обзоре сайта Geeks Of Doom говорится, что серия удачно передаёт атмосферу страха, ожидаемую от истории о «Хэллоуине», при этом остаётся оригинальной и не повторяет знакомые сюжеты — комикс сочетает в себе как элементы классического ужаса, так и новые подходы; иллюстратор Джефф Зорнау создал визуально выразительные кадры, сочетающие художественную привлекательность и натуралистичную жестокость — сцены, которые сложно было бы передать в кино.